# Маэстри, Лука
Лука Маэстри (англ. Luca Maestri; род. 14 октября 1963, Рим) — американский финансист. Старший вице-президент и главный финансовый директор Apple Inc. Бывший исполнительный вице-президент и финансовый директор Xerox Corporation (2011—2013).

## Биография
В 1988 году Лука окончил Свободный международный Университет социальных наук Гвидо Карли (LUISS) в Риме со степенью бакалавра в области экономики, а в 1991 году получил степень магистра в области менеджмента в Бостонском университете.
Почти 20 лет занимал в основном должности главного финансового директора в бразильском, ирландском, таиландском, азиатском и европейском филиалах корпорации General Motors.
Затем с 2008 года работал главным финансовым директором в европейской корпорации Nokia Siemens Networks.
С февраля 2011 года до марта 2013 года Лука работал исполнительным вице-президентом и финансовым директором корпорации Xerox Corporation. А в марте 2013 года перешёл в корпорацию Apple в качестве вице-президента по финансам и главного финансового контролёра, работая под руководством старшего вице-президента и главного финансового директора Питера Оппенхаймера.
С июня 2014 года Лука вошёл в руководство Apple Inc в качестве старшего вице-президента и главного финансового директора, подчиняясь непосредственно гендиректору компании Тиму Куку. Для плавного перехода, постепенной передачи обязанностей и обмена опытом он занимал должность CFO на равных условиях с Оппенхаймером до конца сентября 2014 года.